# Selago nachtigalii
Selago nachtigalii är en flenörtsväxtart som beskrevs av Robert Allen Rolfe och Schinz. Selago nachtigalii ingår i släktet Selago och familjen flenörtsväxter. Inga underarter finns listade i Catalogue of Life.